# 亚区街
亚区街（Arch Street，又译为“拱门街”）是美国宾夕法尼亚州费城的一条主要的东西干道。

## 历史
这条街在威廉·佩恩设计的最初的城市规划中称为桑树街，在1854年改为现名。今天，亚区街从特拉华河向西穿过老城，那里的地标包括拱门街聚会所、贝特西·罗斯故居、吉拉德喷泉公园、美国铸币局和基督堂公墓。它在5街和6街穿过独立广场，横穿费城华埠，结束于洛根圓環旅游区和博物馆区。